# St. Georg (Georgenberg, Glonn)

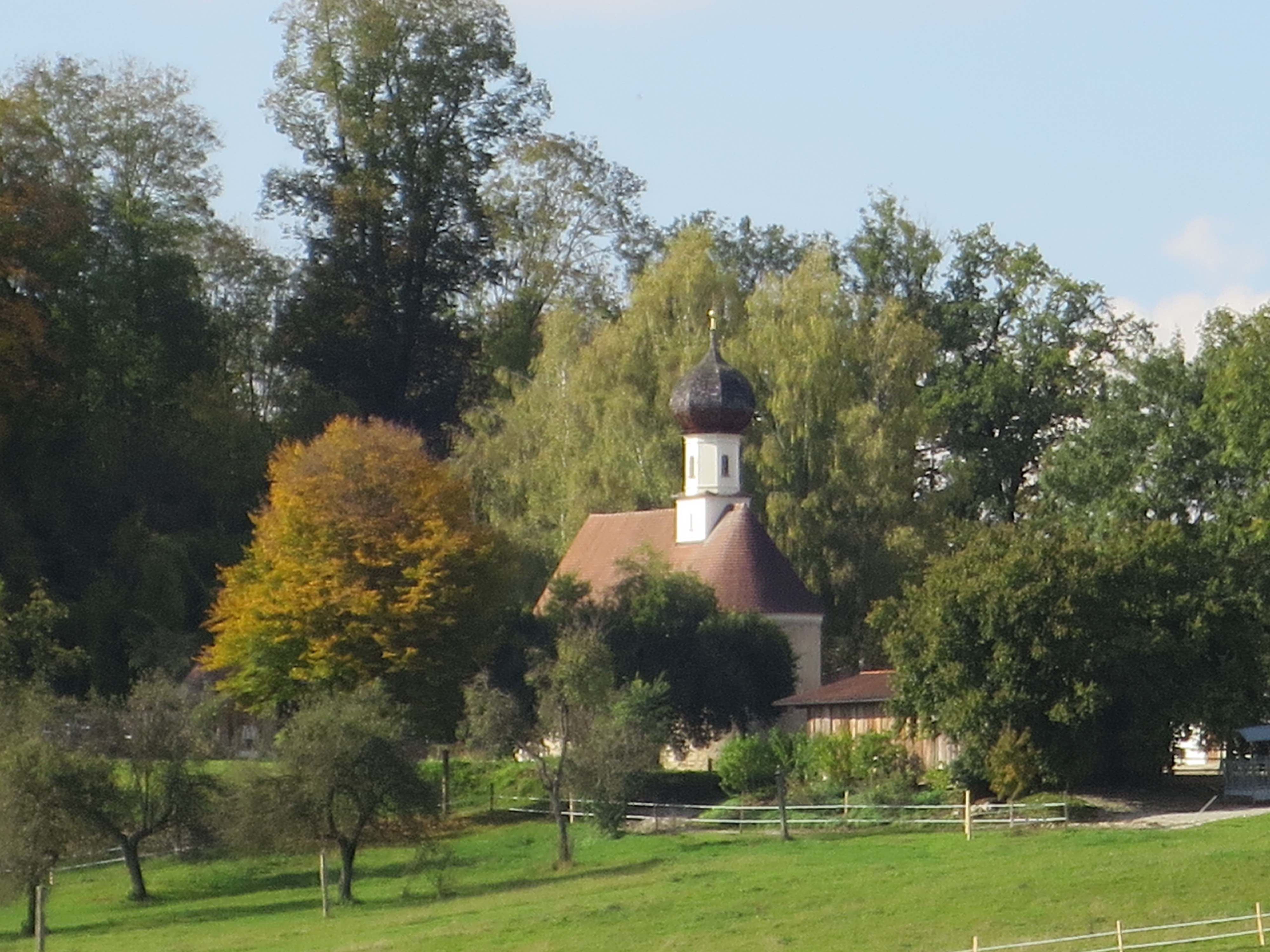
St. Georg in Georgenberg

Die private Kirche St. Georg gehört zum Gutshof von Georgenberg, einem Gemeindeteil des Marktes Glonn im oberbayerischen Landkreis Ebersberg. Das Bauwerk ist in der Liste der Baudenkmäler in Glonn als Baudenkmal unter der Nr. D-1-75-121-24 eingetragen.

## Beschreibung
Die barocke Saalkirche wurde um 1723 anstelle eines romanischen Vorgängerbaus errichtet. Sie besteht aus dem Langhaus, dem eingezogenen, halbrund geschlossenen Chor im Osten und dem quadratischen Dachreiter, der sich aus dem Satteldach des Langhauses im Osten erhebt. Sein achteckiges, mit einer Zwiebelhaube bedecktes Obergeschoss enthält den Glockenstuhl.
Im Innenraum des Chors steht der mit Rocaillen verzierte Hochaltar aus der Erbauungszeit der Kirche.